# Ford Figo
Ford Figo — хетчбэк малого класса, выпускающийся индийским подразделением Ford с 2010 года. По-итальянски "Figo" означает "круто".

## Первое поколение

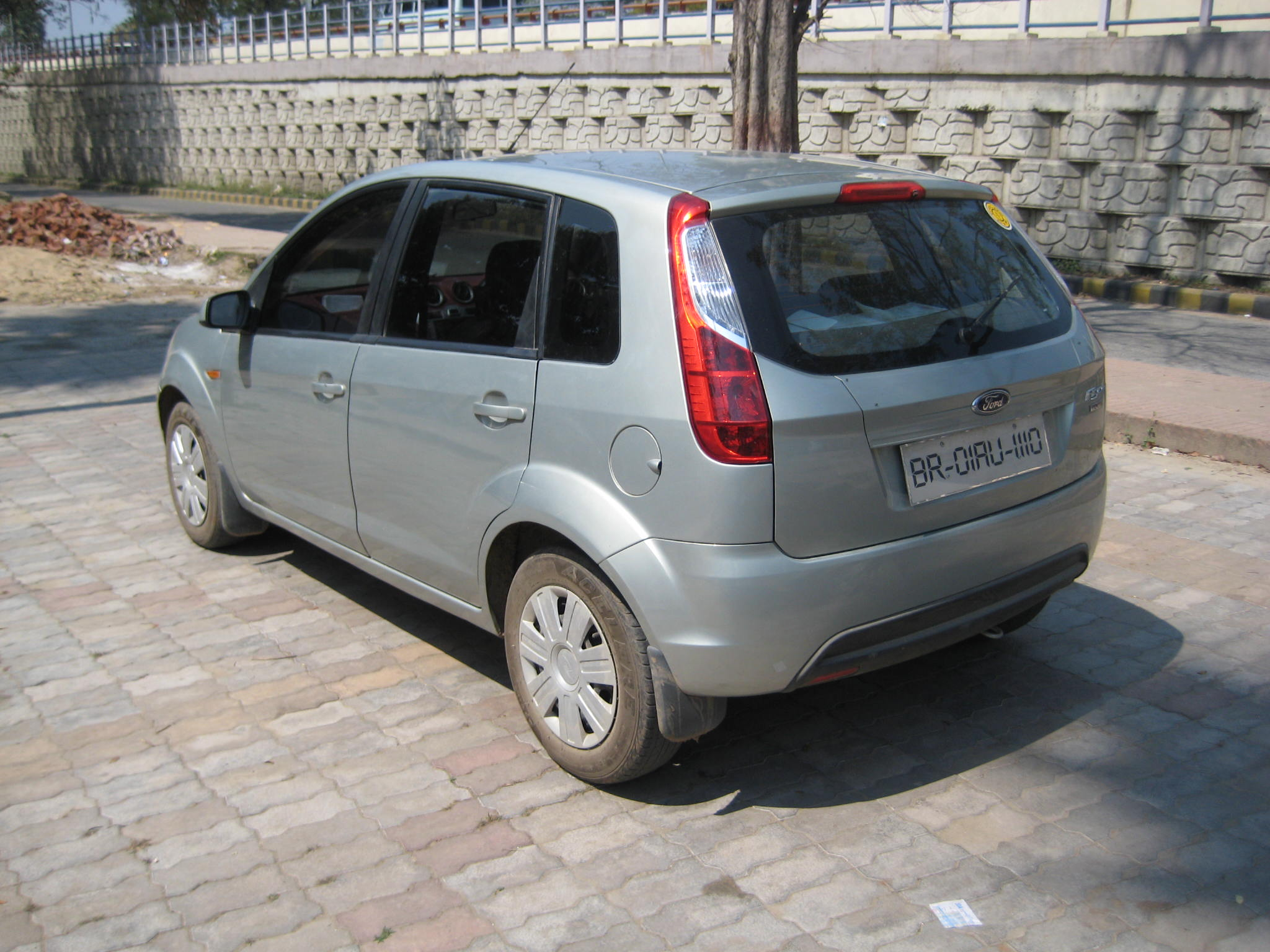
Вид сзади

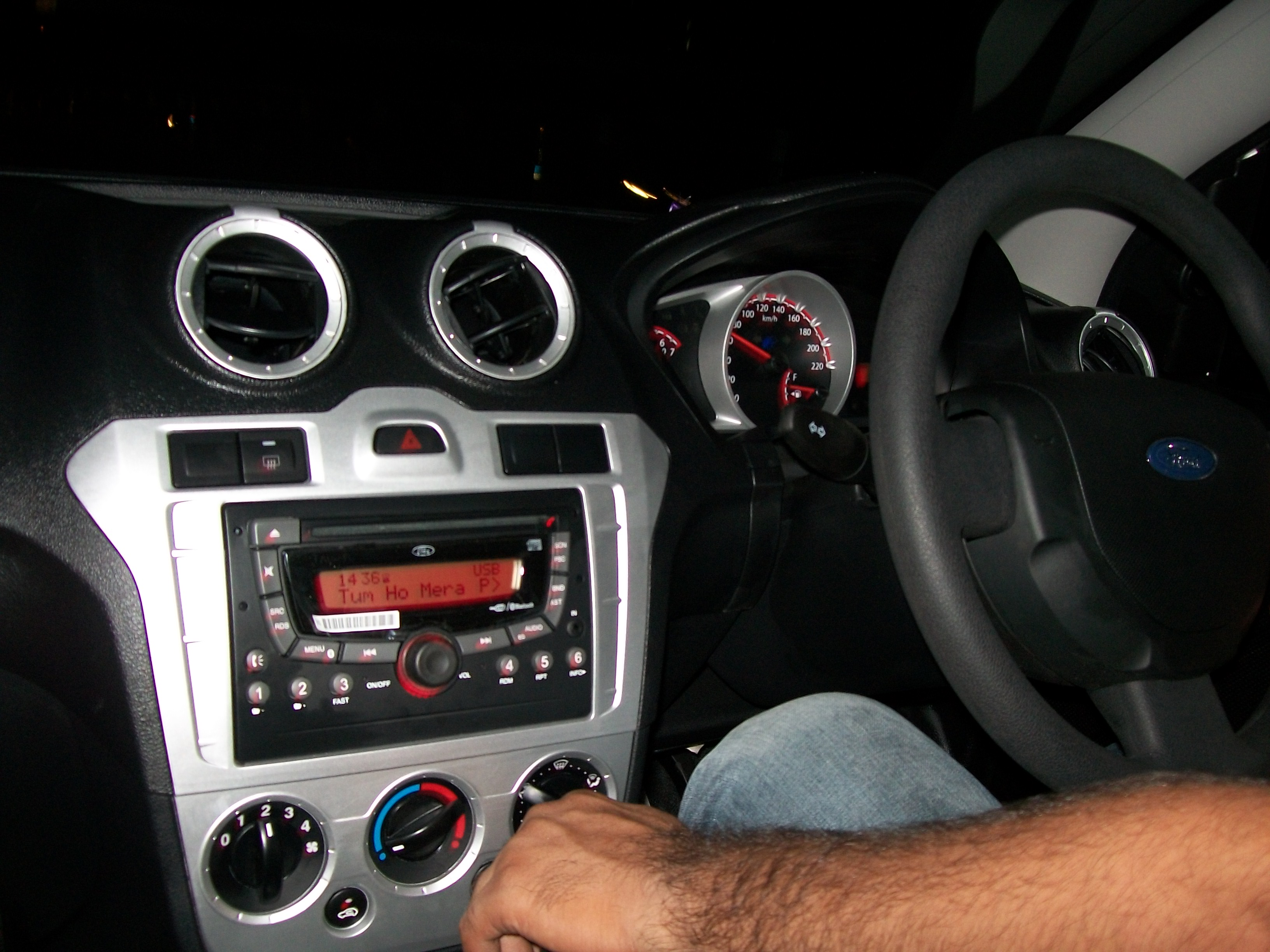
Интерьер

Впервые Figo был показан в Нью-Дели в сентябре 2009 года. В марте 2010 года начались продажи, и уже к июле число проданных автомобилей превысило 25 000 экземпляров. Спустя ещё 10 месяцев продажи перевалили через рубеж 100 000 экземпляров. К августу 2012 года было продано более 200 000, а ещё ровно через год — 300 000 автомобилей. Figo продаётся также в Мексике, на Среднем Востоке и в Южной Африке. Не исключаются также продажи автомобиля в России.
Figo базирован на Ford Fiesta пятого поколения. Всего для автомобиля доступно 4 рядных четырёхцилиндровых двигателя: 1,2-, 1,4- и 1,6-литровые бензиновые двигатели и 1,4-литровый дизельный, однако в зависимости от страны доступны лишь некоторые из них. Коробок передач 2 — 5-ступенчатые механическая и автоматическая, последняя может быть в совокупности только с 1,6-литровым двигателем. Самые дорогие версии имеют ABS и EBD.
В Индии автомобиль продают в 4 комплектациях: LXI, EXI, ZXI и Titanium.
- Шины — 175/65 R14
- Ширина колёс — 5,5 дюймов
- Соотношение массы и мощности — 14,9 (1,2)/12,9 (1,4)/16 (1,4 дизель)
- Радиус разворота — 4,9 м
- Рулевое управление — реечная передача
- Передние тормоза — дисковые
- Задние тормоза — барабанные

### Безопасность
Figo проходил тест Global NCAP в начале 2014 года и получил довольно плохие оценки (по комментариям Global NCAP, это произошло из-за отсутствия подушек безопасности):

### Награды
В Индии Figo удостоился более 20 наград, в 2010 году он получил наград больше, чем любой другой автомобиль в Индии. В 2011 году автомобиль получил награду Автомобиль года в Индии. В том же году автомобиль почти получил ту же награду в ЮАР, но занял 2 место.

## Второе поколение

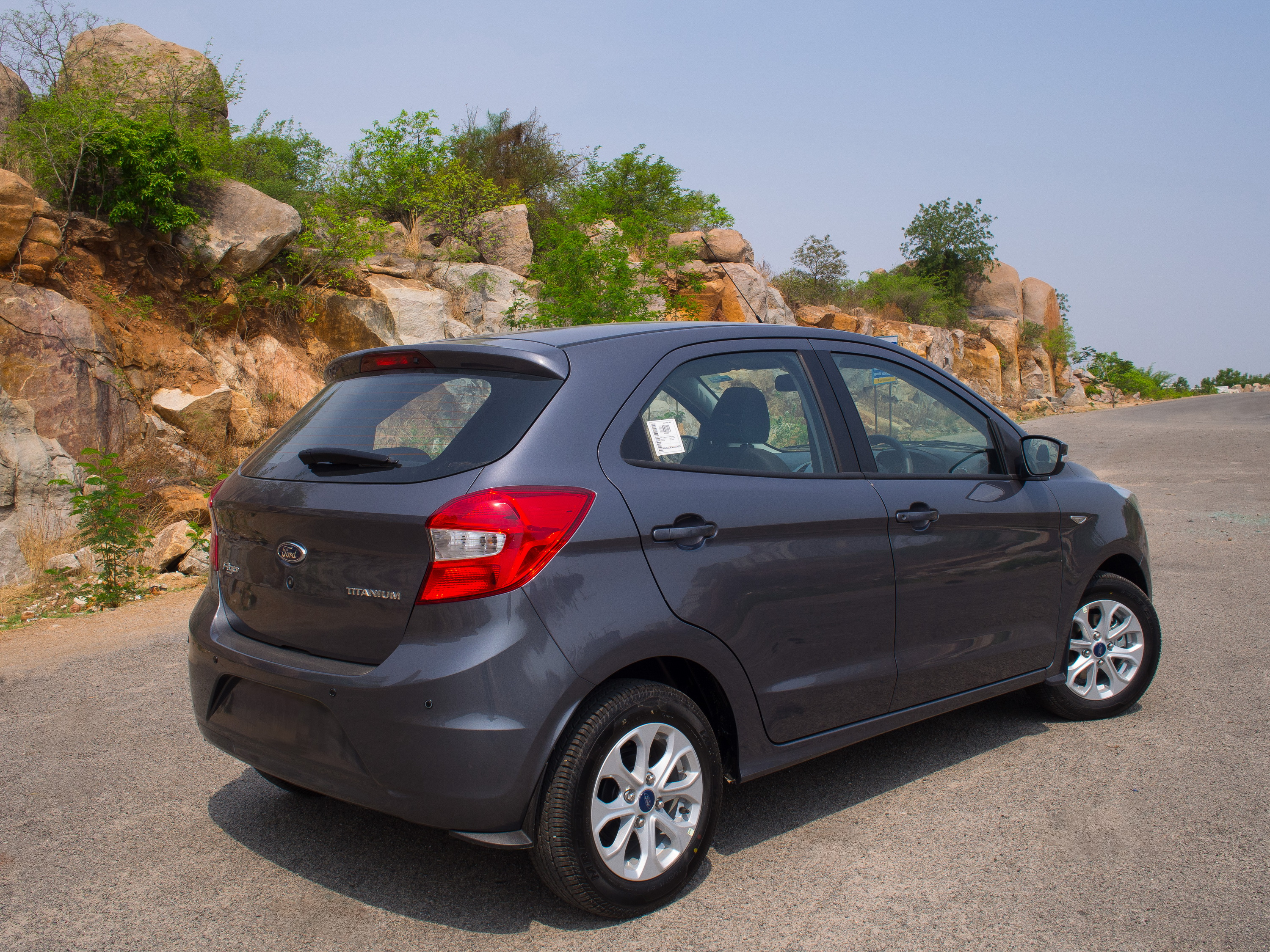
Вид сзади

В 2015 году начался выпуск второго поколения автомобилей, которое впервые было представлено в 2014 году на индийском автосалоне в Нью-Дели. Автомобиль построен на базе нового Ford Ka и получил кузов седан, а также новые двигатели.

### Двигатели
Второе поколение Figo доступно в трех вариантах двигателей. 1,2-литровый бензиновый агрегат мощностью 88 л. с. поставляется в паре с 5-ступенчатой механической коробкой передач. Figo также имеет больший 1,5-литровый бензиновый двигатель, который предлагается только с трансмиссией Dual-clutch с 6 скоростями. Мощность этого двигателя составляет 112 л. с. Есть также 1,5-литровый дизель, мощностью 100 л. с.

### Опции в комплектациях
Автомобиль имеет комплектации: Base, Ambiente, Trend, Titanium и ещё одна Titanium
| Комплектации | Base  | Ambiente | Trend | Titanium                      | Titanium |
| --- | ----- | -------- | ----- | ----------------------------- | -------- |
| Страна | Индия | Индия    | Индия | Индия                         | Индия    |
| Варианты двигателей |       |          |       |                               |          |
| 1.2l Ti-VCT Petrol MT | +     | +        | +     | +                             | +        |
| 1.5l Ti-VCT Petrol AT | -     | -        | -     | +                             | -        |
| 1.5l TDCi Diesel MT | +     | +        | +     | +                             | +        |
| Безопасность |       |          |       |                               |          |
| ABS с EBD* | -     | -        | -     | +                             | +        |
| ESP** + TCS*** + HLA**** | -     | -        | -     | + (только автом. трансмиссия) | -        |
| *Electronic brakeforce distribution, **Electronic stability program (ESP), ***Electric power-assisted steering (EPAS), ****Hill Launch Assist (HLA |       |          |       |                               |          |
| Функции |       |          |       |                               |          |
| MyFord Dock | -     | -        | +     | +                             | +        |
| 4.2" MFD Screen | -     | -        | -     | -                             | +        |
| #SYNC (вместе с Voice Control) & AppLink | -     | -        | -     | -                             | +        |
| Ford MyKey | -     | -        | -     | -                             | +        |

## Маркетинговый скандал
В 2013 году дизайнеры JWT India создали 3 рекламных плаката: карикатура на сидящего и подмигивающего Сильвио Берлускони за рулём Figo, в багажнике которого сидели 3 связанные полуголые девушки с кляпом во рту; аналогичная карикатура на Пэрис Хилтон со связанными Ким Кардашьян и двумя девушками, а также карикатура на Михаэля Шумахера и связанными Себастьяном Феттелем, Фернандо Алонсо и Льюисом Хэмилтоном в багажнике. Все 3 плаката имели 1 надпись: «Leave your worries behind» (рус. «Оставить свои заботы позади»). Карикатуры не были одобрены Ford, однако JWT India всё равно использовала плакаты для участия в GoaFest 2013. Узнав об этом, Ford заявили, что плакаты не отвечают стандартам профессионализма и порядочности компании. Материнская компания JWT India — WPP plc — была вынуждена извиниться. После инцидента главный управляющий JWT India Бобби Павар, креативный директор Виджай Симха Велланки, а также творческий коллектив в составе 10 человек были уволены со своих постов.